# Hermann Ernst Freund
Hermann Ernst Freund (15 octobre 1786 — 30 juin 1840) est un sculpteur danois. Il est connu pour ses sculptures de la mythologie nordique et pour la frise Ragnarok.

## Biographie
Né près de Brême, Allemagne, Freund apprend le métier de forgeron avant d'entrer à l'Académie royale des beaux-arts du Danemark à Copenhague où il reçoit les quatre médailles d'argent et d'or. Après avoir été diplômé il passe dix ans à Rome où il devient l’assistant le plus proche de Bertel Thorvaldsen comme on peut le voir dans son buste de marbre de Bernhard Severin Ingemann (1820). Un des premiers partisans du nationalisme romantique, Freund est le premier sculpteur danois à travailler avec la mythologie nordique, créant douze statuettes dont celles de Loki (1822), Odin (bronze 1827) et Thor (1829), toutes inspirées par des anciennes statues de la mythologie gréco-romaine. De retour à Copenhague, il organise la décoration de la Cathédrale Notre-Dame, préparant des modèles pour les statues des douze apôtres mais finalement ce fut Thorvaldsen qui reçut la commande. Son chef d’œuvre, la frise Ragnarok, qui l'occupe pendant plusieurs années, est terminée par Herman Wilhelm Bissen après sa mort mais sera détruite par l'incendie de Christianborg en 1884. Il y a un moulage en plâtre d'une partie de la frise au Statens Museum for Kunst. La plus grande collection de ses œuvres se trouve au Glyptotek à Copenhague.
En 1829, Freund devient professeur à l'Académie. Inspiré par son séjour dans le sud de l'Italie, Freund avait fait décorer sa maison, Materialgaard, dans un style pompéien. De jeunes artistes comme Georg Hilker, Heinrich Eddelien (en), Constantin Hansen et Christen Købke terminèrent l’œuvre en utilisant des plans de Freund.

## Galerie

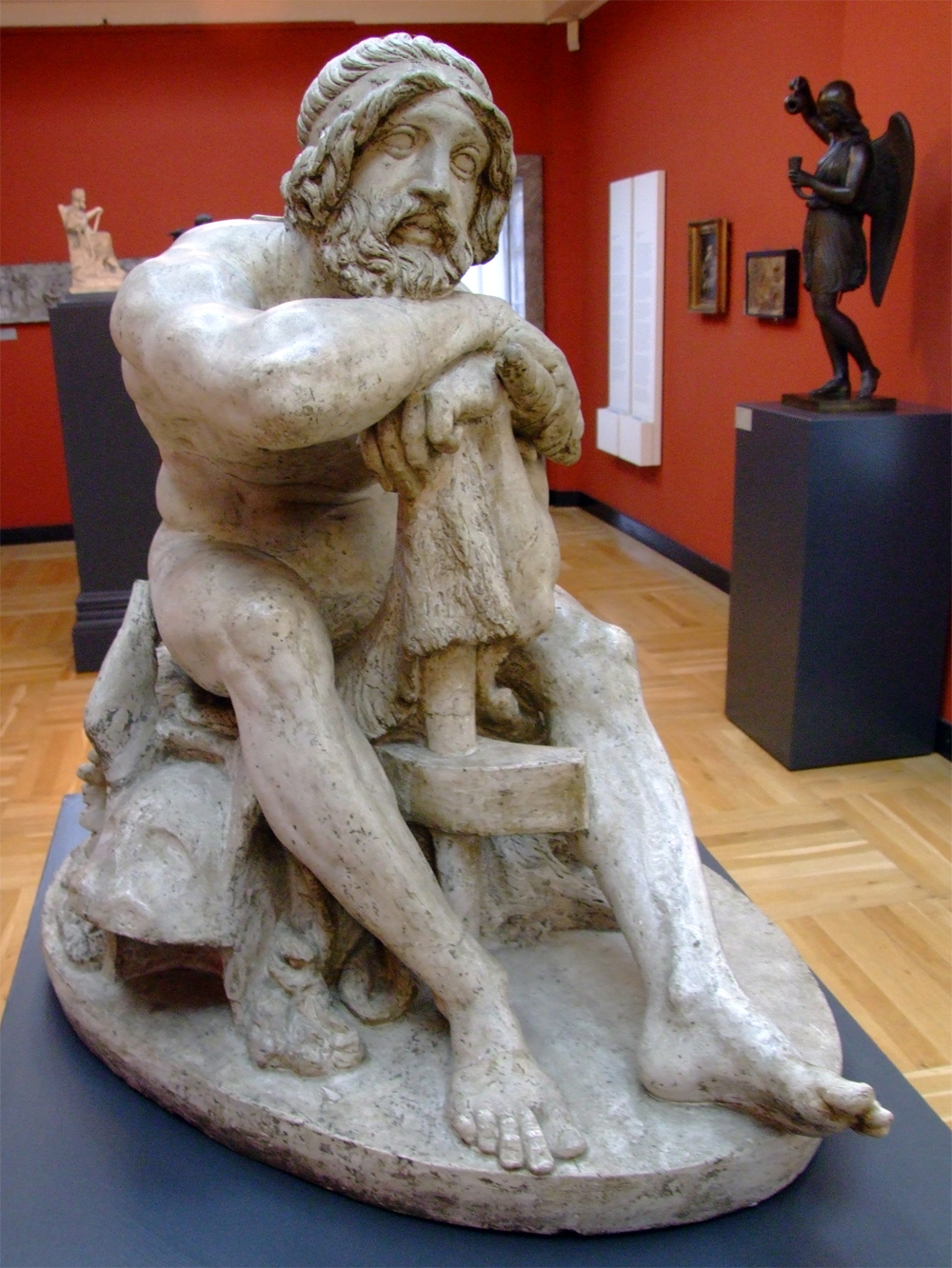
Hermann Ernst Freund : Thor (1829)
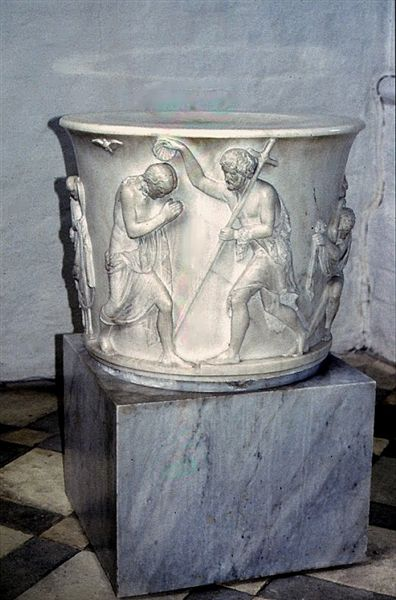
Hermann Ernst Freund : Fonte, l'église de Faaborg
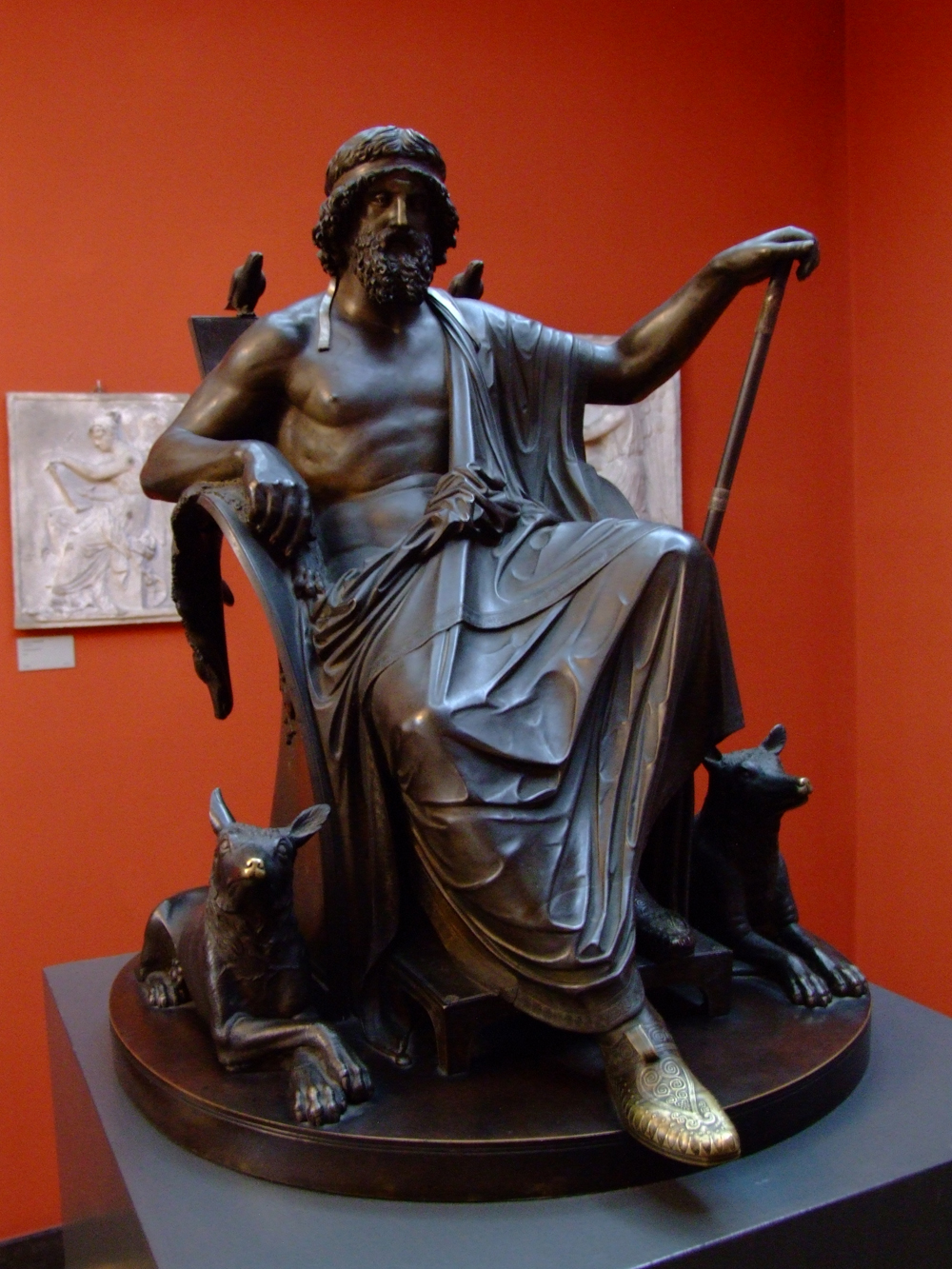
Hermann Ernst Freund : Odin (1828)